# جورلو
جورلو (به لاتین: Corlu) یک منطقه مسکونی در جمهوری آذربایجان است که در شهرستان قبله واقع شده‌است. جورلو ۲۰۲۵ نفر جمعیت دارد.